# Kuroneko
Pour les articles homonymes, voir Black Cat et Les Vampires.
Pour plus de détails, voir Fiche technique et Distribution.
Kuroneko (藪の中の黒猫, Yabu no naka no kuroneko), initialement sorti sous le titre Les Vampires, est un film japonais réalisé par Kaneto Shindō, sorti en 1968.

## Synopsis
Une femme et sa belle fille sont violées et tuées par un groupe de samouraïs. Ivres de vengeance, elles renaissent sous la forme d'esprits chats et jurent de tuer tous les samouraïs. Jusqu'au jour où leur victime désignée est le fils de la femme, et donc mari de la jeune femme, revenu de la guerre.

## Fiche technique
- Titre : Kuroneko[1]
- Autre titre : Les Vampires[2]
- Titre original : 藪の中の黒猫 (Yabu no naka no kuroneko?)
- Réalisation : Kaneto Shindō
- Scénario : Kaneto Shindō
- Production : Nichiei Shinsha
- Musique : Hikaru Hayashi
- Photographie : Kiyomi Kuroda
- Montage : Hisao Enoki
- Pays d'origine :  Japon
- Langue originale : japonais
- Format : noir et blanc — 2,35:1 — 35 mm — son mono
- Genre : film d'horreur
- Durée : 99 minutes (métrage : huit bobines - 2 946 m[3])
- Dates de sortie :
  - Japon : 24 février 1968[3]
  - France : 15 mai 1968 (Festival de Cannes 1968) ; 31 octobre 1969 (Alsace[2]) ; 31 octobre 2023 (reprise)

## Distribution
- Nakamura Kichiemon II : Gintoki
- Nobuko Otowa : la mère
- Kiwako Taichi : la belle-fille
- Kei Satō : Raiko
- Taiji Tonoyama : un fermier
- Rokkō Toura : un samouraï
- Hideo Kanze : Mikado

## Distinctions

### Récompenses
- 1969 : prix Mainichi de la meilleure actrice pour Nobuko Otowa et de la meilleure photographie pour Kiyomi Kuroda[4]

### Sélection
Le film est en sélection officielle lors du Festival de Cannes 1968. Le festival de Cannes est interrompu avant son terme cette année-là à cause des événements de mai 68 et aucun prix n'est décerné.